# Dananhu
Dananhu (kinesiska: 大南湖, 大南湖乡) är en socken i Kina. Den ligger i provinsen Hunan, i den södra delen av landet, omkring 120 kilometer nordväst om provinshuvudstaden Changsha. Antalet invånare är 9992. Befolkningen består av 4 916 kvinnor och 5 076 män. Barn under 15 år utgör 14,0 %, vuxna 15-64 år 75 %, och äldre över 65 år 9,0 %.
Genomsnittlig årsnederbörd är 1 680 millimeter. Den regnigaste månaden är maj, med i genomsnitt 312 mm nederbörd, och den torraste är december, med 46 mm nederbörd.